# Städtisches Gymnasium Leiden

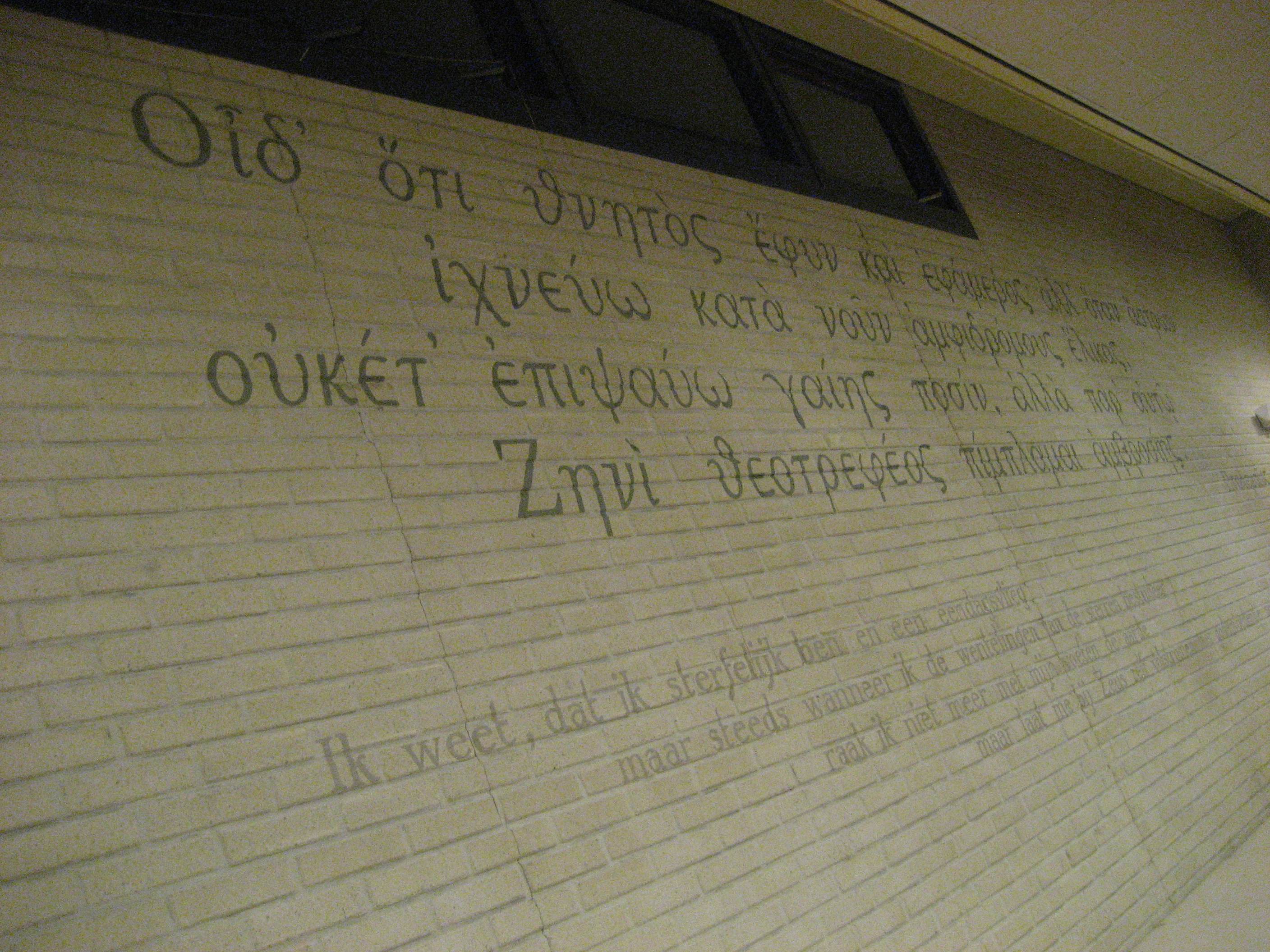
Gedicht von Claudius Ptolemäus in der Schule

Das Städtische Gymnasium Leiden (Stedelijk Gymnasium te Leiden) in Leiden ist eine der ältesten Schulen der Niederlande. Gegenwärtig gilt es mit mehr als 1800 Schülern als das größte unabhängige Gymnasium der Niederlande. Der berühmteste Schüler war Rembrandt.

## Geschichte
Die Schule wurde erstmals im Jahr 1323 in einer Urkunde von Graf Wilhelm III. schole oder scoele genannt. Man vermutet, dass die Schule bereits in der zweiten Hälfte des 13. Jahrhunderts gegründet wurde. Nach der Belagerung von Leiden im Jahr 1574 im Unabhängigkeitskampf der Niederlande wurde Nicolaus Stochius, ein Calvinist, Rektor der Schule. Er wurde vom Leidener Bürgermeister Pieter Adriaansz. van der Werff berufen, obwohl die Führung der Schule lutherisch war.
Um 1700 wurde die Schule erstmals in den damals offiziellen lateinischen Dokumenten Gymnasium genannt; im Niederländischen hieß sie Latijnse School (Lateinschule). Bis 1883 war in einem Gebäude in der Lokhorststraße in der Innenstadt untergebracht. Der Name Städtisches Gymnasium wurde erstmals 1838 gebraucht, als ein neues Unterrichtsstundensystem eingeführt wurde mit sechs Schuljahren und einem täglichen Stundenplan, verteilt über sechs Tage in der Woche.
Im Jahr 1883 wurde ein vom Stadtarchitekten Jan Willen Schaap entworfenes Schulgebäude in der Doezastraße 2a im Gebrauch genommen. Dort war das Gymnasium bis 1938 untergebracht.
Seit 1938 befindet sich die Schule in der Fruinallee, die benannt ist nach Robert Fruin, einem Lehrer an dieser Schule und von 1860 bis 1894 der erste Professor für Niederländische Geschichte an der Universität Leiden. Dieses monumentale Gebäude, entworfen von Jan Neisingh, wird noch immer benutzt. In den Jahren 1992 bis 1996 wurden einige Neu- und Anbauten vorgenommen.
Im Jahr 2008 wurde im Flächennutzungsplan von Leiden-Nord ein Grundstück für ein neues Schulgebäude freigehalten. Grund für den Neubau an einem neuen Standort war neben der Zunahme der Schülerzahl auch die für viele Schüler große Entfernung nach Leiden-Süd. In einer parkähnlichen Umgebung, in der Nähe der klassischen Stadtpoldermühle, hat der Architekt Herman Hertzberger den Entwurf für ein modernes Schulgebäude realisiert. Am 4. Januar 2010 wurde das Gymnasium aufgegliedert in zwei gleichberechtigte Standorte: den Standort Athena an der Fruinallee und den Standort Socrates an der Gooimeerallee.

## Internationalisierungsprojekte
Das Städtische Gymnasium unterhält viele Kontakte mit Schulen in anderen Staaten, darunter Schweden, Polen, Ungarn, Italien und Belgien, um die Internationalisierung zu fördern und die Schüler mit der Europäischen Union und Europa vertraut zu machen. Daneben werden diese Kontakte gefördert, um Sprachenkenntnisse zu üben und zu erhalten. Im Schuljahr 2014/15 fand ein Schüleraustausch mit dem Ritzefeld-Gymnasium Stolberg statt.

## Absolventen
- Jean Théodore Bergman (1795–1878), Philologe und Bibliothekar
- Johan Frans van Bemmelen (1859–1956), Biologe
- Stef Blok, Politiker der VVD
- Herman Boerhaave (1668–1738), Botaniker
- Antoine Franchimont (1844–1919), Chemiker
- Gerrit Jan van Heuven Goedhart, UN-Hochkommissar für Flüchtlinge
- Theo van Hoytema (1863–1917), Künstler
- Hugo Krabbe (1857–1936), Jurist
- Donald J. Kuenen (1912–1995), Umweltbiologe, Rektor Rijksuniversiteit Leiden
- Abraham Kuyper (1837–1920), Politiker und reformierter Theologe
- Frits van Oostrom (* 1953), Literaturwissenschaftler, KNAW
- Rembrandt van Rijn (1606–1669), Maler
- Max van der Stoel, Politiker der PvdA
- Arent Jan Wensinck (1882–1939), Semitologe

## Lehrkräfte
- Ria Beckers
- Petrus Johannes Blok
- Pieter Helbert Damsté
- Robert Fruin
- Abraham Kuenen
- Jean Abraham Chrétien Oudemans
- Gilles Quispel